# Sankt Konrad
Sankt Konrad est une commune autrichienne du district de Gmunden en Haute-Autriche.